# Edgard De Caluwé
Edgard De Caluwé (Denderwindeke, 1 juli 1913 - Geraardsbergen, 16 mei 1985) was een Belgische wielrenner die twintig overwinningen pakte als profrenner. Zijn grootste zege was de Ronde van Vlaanderen in 1938. Eerder had hij al Parijs-Brussel en Bordeaux-Parijs gewonnen in 1935. In 1936 werd hij al tweede in de Ronde van Vlaanderen, en als onafhankelijke had hij in 1933 al de bloemen gepakt; de zege in 1938 kwam dus niet onverwacht.
Door het uitbreken van de Tweede Wereldoorlog kon hij wellicht een nog mooier palmares vergeten. Na de oorlog won hij nog enkele kleine koersen maar zijn beste jaren waren toen duidelijk voorbij. De Caluwé nam ook twee keer deel aan de Ronde van Frankrijk, zonder grote successen.

## Belangrijkste overwinningen
1934
- Grote 1 Mei-Prijs

1935
- Parijs-Brussel
- Bordeaux-Parijs

1936
- 2e etappe Tour du Nord

1937
- 7e etappe Ronde van Duitsland
- 1e etappe Tour du Nord
- 2e etappe Tour du Nord

1938
- Ronde van Vlaanderen

## Resultaten in voornaamste wedstrijden
| Jaar | Ronde van Italië | Ronde van Frankrijk | Ronde van Spanje |
| ---- | ---------------- | ------------------- | ---------------- |
| 1934 |                  | opgave              |                  |
| 1935 |                  | opgave              |                  |
| 1936 |                  |                     |                  |
| 1937 |                  |                     |                  |
| 1938 |                  |                     |                  |
| 1939 |                  |                     |                  |

| Jaar | Milaan-San Remo | Ronde van Vlaanderen | Parijs-Roubaix | Luik-Bast.‑Luik | Parijs-Brussel | Parijs-Tours |
| ---- | --------------- | -------------------- | -------------- | --------------- | -------------- | ------------ |
| 1934 |                 |                      | 12e            |                 | Zilver         | 7e           |
| 1935 |                 | 8e                   | 17e            |                 | Goud           | 4e           |
| 1936 |                 | ↑                    |                |                 |                |              |
| 1937 |                 |                      | 7e             |                 | 5e             | Brons        |
| 1938 | 43e             | ↑                    | 15e            |                 | 12e            |              |
| 1939 |                 |                      |                | 31e             |                |              |